# Sausage Party
Sausage Party er en amerikansk animationskomedie fra 2016. Filmen er instrueret af Greg Tiernan og Conrad Vernon, skrevet af Seth Rogen, Evan Goldberg, Kyle Hunter og Ariel Shaffir, og har Rogen, Jonah Hill, James Franco, Kristen Wiig, Edward Norton og Michael Cera, Paul Rudd og Salma Hayek i hovedrollerne. Filmen er en parodi på Disneys, Pixars og Dreamworks animerede film.

## Handling
Pølsen Frank (Seth Rogen), søger sandheden om sin eksistens. Etter at have faldet ud af en handlevogn, tager pølsen og hans nye venner ud på en farefuld rejse gennem supermarkedet for at finde tilbage til deres del af butikken før salget for den amerikanske nationaldag.

## Rolleliste
- Seth Rogen – Frank / Sergeant Pepper[1][2][3]
- Kristen Wiig – Brenda Bunson[3][4]
- Jonah Hill – Carl[1][2][3]
- Bill Hader – Firewater / Tequila / El Guaco[3]
- Michael Cera – Barry[1][3][4]
- James Franco – Druggie
- Danny McBride – Honningssenap[5]
- Craig Robinson – Mr. Grits
- Paul Rudd – Darren[5]
- Nick Kroll – Douche[3][4]
- David Krumholtz – Kareem Abdul Lavash[1][3][4]
- Edward Norton – Sammy Bagel Jr.[1][3][4]
- Salma Hayek – Teresa del Taco[3][6]
- Anders Holm – Troy[1][3]
- Lauren Miller – Camille Toh[7]
- Harland Williams – Ketchupflaske
- Conrad Vernon – toiletpapirsrulle
- Greg Tiernan – Irlandsk kartoffel / Nudelsuppe[8]
- Scott Underwood – Twink / Pizza / Tuggummi[9]
- Ian James Corlett – Æble / Fransk Lakrits / Relish / Hundemad[10]
- Vincent Tong – Pislitz Chips / Juice / Jamaicansk rom[11]
- Sam Vincent –Pop Tar